# سیارک ۱۳۸۰۴
سیارک ۱۳۸۰۴ (به انگلیسی: 13804 Hrazany، نامگذاری:1998XK) سیزده هزار و هشتصد و چهارمین سیارک کشف شده‌است که در ۹ دسامبر ۱۹۹۸ کشف شد.